# Concerto da camera (Honegger)
Le Concerto da camera (H 196) est un concerto en trois mouvements pour flûte, cor anglais et orchestre à cordes, composé par Arthur Honegger en 1948.

## Description
Tandis qu'Arthur Honegger est en tournée aux États-Unis, la mécène américaine Elizabeth Sprague Coolidge lui commande en juillet 1947 une pièce de musique de chambre qui permette de faire entendre en soliste le cor anglais de Louis Speyer, membre de l'Orchestre symphonique de Boston, à qui l’œuvre sera d'ailleurs dédiée. Honnegger accepte la commande en août 1947 et retient la forme du concerto de chambre (concerto da camera), mais une angine de poitrine qui tourne à la thrombose coronaire l'oblige à annuler sa tournée et revenir en Europe pour se soigner. 
La composition du concerto a lieu en définitive en 1948 : Honegger achève le premier mouvement (Allegretto amabile) en août, le deuxième mouvement (Andante) en septembre et le finale (Vivace) le 28 octobre.
La première partie du concerto est basée sur des thèmes très simples, à caractère populaire, qui se détachent sur l'arrière-plan harmonique des cordes. L'Andante contient un thème mélodique, qui passe du solennel au brillant, dans une atmosphère de calme mélancolie. Le finale est traité en scherzo.
D'une durée d'environ dix-sept minutes, le Concerto da camera a été décrit comme propre à « briser les liens de la tonalité, mais sans offenser l'oreille de l'auditeur » ou comme une page « gracieuse pour l'interprète et agréable pour l'auditeur ». On peut voir le deuxième mouvement comme une prière d'action de grâce empreinte du calme et de la gratitude de celui qui a récemment survécu à une grave maladie.
L'œuvre a été créée à Zürich le 6 mai 1949 par André Jaunet à la flûte et Marcel Saillet au cor anglais, accompagnés par le Collegium Musicum de Zürich et dirigés par le compositeur. La première audition aux États-Unis a été assurée en avril 1950 à Minneapolis par Henry Denecke avec le Northwest Sinfonietta chamber orchestra.